# Wasserski bei den Olympischen Spielen
Wasserski war bisher lediglich einmal als Demonstrationssportart bei den Olympischen Sommerspielen 1972 im Programm. 35 Teilnehmer aus 20 Ländern nahmen an sechs Disziplinen teil: Slalom, Kunstlauf und Sprung jeweils für Männer und Frauen. Die Slalomwettbewerbe fanden am 1. September und die Kunstlauf- und Sprungwettbewerbe am 2. September in der Kieler Förde statt.

## Die Platzierten der Wettbewerbe
| Disziplin        | Erster            | Zweiter              | Dritter                        |
| ---------------- | ----------------- | -------------------- | ------------------------------ |
| Slalom-Männer    | Roby Zucchi       | Wayne Grimditch      | Jean–Michel Jamin Heikki Olamo |
| Kunstlauf-Männer | Ricky McCormick   | Wayne Grimditch      | Karl–Heinz Benzinger           |
| Sprung-Männer    | Ricky McCormick   | Max Hofer Hagen Klie |                                |
| Slalom-Frauen    | Liz Allen–Shetter | Willy Stähle         | Pat Messner                    |
| Kunstlauf-Frauen | Willy Stähle      | Kaye Thurlow         | Sylvie Maurial                 |
| Sprung-Frauen    | Sylvie Maurial    | Kaye Thurlow         | Liz Allen–Shetter              |